# Nesophrosyne ponapona
Nesophrosyne ponapona är en insektsart som beskrevs av George Willis Kirkaldy 1910. Nesophrosyne ponapona ingår i släktet Nesophrosyne och familjen dvärgstritar. Inga underarter finns listade i Catalogue of Life.